# Yojimbo
Yojimbo (Japans: 用心棒, Yōjinbō) is een Japanse film uit 1961 van regisseur Akira Kurosawa. De titel betekent in het Nederlands 'lijfwacht'. De western A Fistful of Dollars (1964) van Sergio Leone en de gangsterfilm Last Man Standing (1996) van Walter Hill zijn beide een Hollywoodversie van deze film.
In 1962 maakte Kurosawa de opvolger Sanjuro.

## Verhaal
Een ronin (Toshirō Mifune) komt aan in een klein dorp, waar twee rivaliserende misdaadbazen de macht hebben en geld verdienen met gokken. De ronin, die zichzelf Kuwabatake Sanjuro noemt, slaagt erin om bij beide misdaadbazen een job te vinden. Hij wordt hun persoonlijke beschermer.
Met een sluwe tactiek en met de hulp van zijn zwaard slaagt hij er in om de twee misdaadfamilies tegen elkaar uit te spelen. Dankzij de ronin raken de twee rivalen steeds betrokken bij bloedige confrontaties, waardoor er uiteindelijk zo goed als niemand meer overblijft van de twee misdaadfamilies.

## Rolverdeling
| Acteur            | Personage                            |
| ----------------- | ------------------------------------ |
| Toshiro Mifune    | Kuwabatake Sanjuro                   |
| Tatsuya Nakadai   | Unosuke                              |
| Yoko Tsukasa      | Nui                                  |
| Isuzu Yamada      | Orin                                 |
| Daisuke Kato      | Inokichi, jongere broer van Ushitora |
| Takashi Shimura   | Tokuemon, sakebrouwer                |
| Hiroshi Tachikawa | Yoichiro                             |
| Yosuke Natsuki    | de zoon van Kohei                    |
| Eijiro Tono       | Gonji, uitbater van taverne          |
| Kamatari Fujiwara | Tazaemon, burgemeester van het dorp  |
| Ikio Sawamura     | Hansuke                              |
| Susumu Fujita     | Homma                                |
| Kyu Sazanka       | Ushitora, misdaadbaas #1             |
| Seizaburô Kawazu  | Seibei, misdaadbaas #2               |

## Inspiratie
Voor deze film liet regisseur Akira Kurosawa zich inspireren door verschillende films. De film is op het gebied van stijl erg beïnvloed door westerns, en in het bijzonder de westerns van John Ford. Van de aanwezigheid van een introverte, eenzame protagonist was ook al in eerdere films van Kurosawa sprake.
Voor het verhaal liet Kurosawa zich inspireren door de film noir The Glass Key (1942). Ook de roman Red Harvest van schrijver Dashiell Hammett werd als inspiratiebron gebruikt voor deze film. Hammett schreef ook de roman waarop de film The Glass Key gebaseerd is.

## Verwijzingen
Veel films hebben in de loop der jaren verwijzingen gemaakt naar deze film.
- De spaghettiwestern A Fistfull of Dollars (1964) is een remake van deze film. Omdat regisseur Sergio Leone niet de rechten bezat om een remake te maken, volgde een juridische strijd tussen Leone en de scenarioschrijvers van Yojimbo, Ryuzo Kikushima en Akira Kurosawa. Hierdoor kwam de western pas in 1967 uit in de Verenigde Staten.
- Last Man Standing (1996) met o.a. Bruce Willis, Christopher Walken en Bruce Dern is een officiële remake.[bron?]
- Zatoichi Meets Yojimbo (1970) is duidelijk gebaseerd op Yojimbo. Ook hierin speelt Toshirō Mifune de hoofdrol.
- De film The Warrior and the Sorceress (1984) met onder ander David Carradine is gebaseerd op Yojimbo.
- Ook in de films Sukiyaki Western Django (2007) en Lucky Number Slevin (2006) bevindt het hoofdpersonage zich tussen twee rivaliserende misdaadbazen.
- De cinematografie van Yojimbo diende als inspiratiebron voor de meeste westernfilms die later gemaakt werden.[bron?]
- Wanneer The Bride in Kill Bill vol. 1 met de Crazy 88 de strijd aangaat, zegt ze tegen de laatste van de Crazy 88 dat "hij naar huis moet gaan, naar z'n moeder". Deze scène is een verwijzing naar Yojimbo.
- In ep. 3.17 van de serie X-files wordt de film door Fox Mulder genoemd nadat iemand het woord Ronin in bloed geschreven heeft achtergelaten op een politieauto

## Prijzen
Filmfestival van Venetië (1961)
- Gewonnen - Coppa Volpi voor beste acteur - Toshiro Mifune
- Genomineerd - Gouden Leeuw - Akira Kurosawa

Academy Awards (1962)
- Genomineerd - Oscar for Best Costume Design, Black-and-White - Yoshiro Muraki

## Trivia
- Regisseur George Lucas, bedenker van Star Wars, is een grote fan van Akira Kurosawa en verwees dan ook in veel van z'n films naar de Japanner. Aangezien Yojimbo op de roman Red Harvest van Dashiell Hammett gebaseerd is, kreeg de Star Warsaflevering van Family Guy de titel Blue Harvest.
- Akira Kurosawa wilde dat zijn medewerkers iets bedachten waardoor het hoofdpersonage meteen wist dat hij een in gevaarlijk dorpje aankwam. De medewerkers kwamen steeds op de proppen met ideeën die reeds in andere films gebruikt waren. Uiteindelijk was het Kurosawa zelf die besloot om een hond met een menselijke hand in zijn mond in beeld te brengen.
- Kurosawa vergeleek het personage van Toshiro Mifune met een wolf of een hond en het personage van Tatsuya Nakadai met een slang. Dit is de reden waarom Toshire Mifune steeds over z'n schouder kijkt, net als een hond die last heeft van vlooien.[bron?]